# Maroserana
Maroseraña o Maroseranana, literalmente aquel que posee numerosos puertos, es el nombre dinástico de los príncipes de la etnia sakalava, que fundaron los reinos de Menabe y Reino de Boina y posteriormente un reino unificado en el occidente de Madagascar.
Existe controversia sobre su origem. Algunas fuentes afirman que el ancestro fundador del grupo era Andriamisara, hijo de Andriamandazoala, un Zafiraminia originario de Antaisaka (sudeste de Madagascar) y establecido en Fiherenana (actual región de Tuléar) hacia siglo XVI. Algunas fuentes apuntan a que la dinastía podía haber tenido un origen continental, desde el emporio comercial que conformaba Mutapa. Otras fuentes, actualmente consideras sin fundamento, recogían un posible origen indio.
En cualquier caso, se aculturizaron entre las poblaciones locales y alcanzaron un estatus de líderes políticos y religiosos. La presencia de oro en sus tumbas apunta a la existencia de rutas comerciales que alcanzaban hasta Zimbabue. Además, hubo intercacciones con los europeos, portugueses y franceses que llegaban a las costas. Los Maroserana se beneficiaron fuertemente del comercio con los europeos, obteniendo la posesión de armas fuego de los tratantes europeos a cambio de esclavos para las plantaciones de Mauricio y Reunión.